# Chirsova
Chirsova (en rumano: Chirsova; en gagauzo: Başküü) es una comuna y pueblo de la unidad territorial autónoma de Gagaúzia, al sur de Moldavia.

## Toponimia
El nombre del asentamiento en otros idiomas de importancia en el asentamiento es Kirsovo (en ruso: Кирсово; en ucraniano: Кірсова; en búlgaro: Кирсово).

## Geografía
Chirsova se encuentra en el valle del río Yalpug, a 8 km de Comrat.

### Clima
El clima es continental, con principios de primavera y otoño cálido y largo, invierno suave y nevado. Las temperaturas en enero son de -10 °C y en julio de 25 °C, con una precipitación anual es de 420 mm. 

## Historia
En la historia hay diferentes opiniones sobre el año de fundación del pueblo de Chirsova. La fecha más antigua es 1791, al final de la guerra ruso-turca de 1787-1792, cuando la zona estaba controlada por los nogayos. Algunos investigadores consideran que el año correcto de fundación es 1811, y el autor ruso del siglo XIX Apollon Skalkowski habla de 1830. En una carta de los habitantes de Chirsova fechada en 1860 se afirma que el pueblo fue fundado en 1811 por sesenta familias de inmigrantes. En el decreto del zar ruso Alejandro I del 29 de diciembre de 1819, que regula el estatus de los “búlgaros y otros colonos transdanubios”, se menciona a Chirsova como una aldea del distrito de Budyak.
La frontera que, según el tratado de París de 1856, dividía el sur de Besarabia entre el principado de Moldavia y el Imperio ruso, discurría al oeste de Chirsova. La aldea permaneció en territorio ruso, pero 2.415 acres permanecieron en el territorio de Moldavia (más tarde parte del principado de Rumania). En 1877, Chirsova pasó a formar parte de la parroquia de Comrat y a principios del siglo XX, Chirsova pasó a formar parte del distrito de Bender.

## Demografía
La evolución de la población de Chirsova entre 2004 y 2014 fue la siguiente:
| 6861                         | 6298 |
| (Fuente: Localitati Moldova) |      |

Según el censo de 2004, los búlgaros de Besarabia representan el 48,48% de la población; los gagáuzos, el 45,59%; los rumanos, el 2,28%; los rusos, el 1,73%; y los ucranianos, el 1,43%.

## Infraestructura

### Arquitectura, monumentos y lugares de interés
En 2010, se inauguró en Chirsova un museo de historia local y en 2021 se inauguró el museo de costumbres y tradiciones búlgaras.

### Transporte
Se ubica en la periferia meridional de la capital regional Comrat, sobre la carretera E854.

## Cultura

### Deporte
Cuenta con un equipo de fútbol que ha llegado a jugar en la segunda categoría nacional, el FC Maiak Chirsova.

## Ciudades hermanadas
Chirsova está hermanada con las siguientes ciudades:
- Valchi Dol, Bulgaria.